# Olentzero
L'Olentzero o Olentzaro és un personatge de la tradició nadalenca basca. L'Olentzero és un carboner mitològic que porta els regals el dia de Nadal a les llars basques. Es tracta d'una tradició, l'origen de la qual sembla la zona de Lesaka.

## Noms i etimologia
La denominació més comuna d'aquest personatge és la d'Olentzero tal com és utilitzada a Guipúscoa. A Navarra rep els noms d'Olentzaro, Orantzaro (a la zona de Beruete i Leitza) i Onontzaro a la zona de Larraun.
Sobre l'etimologia del nom hi ha diverses hipòtesis. Lope de Isasi, al segle xvii deia que podria venir de les paraules basques onen, 'bo' i zaro, 'temps' o 'època', és a dir de onenzaro, 'temps del que és bo'. Aquesta hipòtesi la va defensar també al segle xx Resurrección María d'Azkue. Una versió de la mateixa hipòtesi és que el terme Onentzaro podria estar relacionat amb Onentzat aro o Onentzako aro ('època per als bons', en euskera). Julio Caro Baroja va proposar la hipòtesi que la paraula, i particularment el seu començament amb la vocal «O» estigués relacionada amb els cants que es realitzaven a la litúrgia cristiana entre els dies 17 i 23 de desembre que comencen amb aquesta lletra. Pío Baroja diu que, per tenir, té fins i tot noms diversos, com per exemple a Zarautz que és conegut com a Orenzago, a Sant Sebastià com a Orentzaro, i que la seva llegenda de regalador a la nit de Nadal només abasta Guipúscoa i part de Navarra, però no Biscaia ni Àlaba. I apunta llegendes que li explicaven sobre ell en sentit negatiu: «Era un gegant que baixava per la xemeneia amb la cara bruta, amb els ulls vermells i el semblant ferotge. També es deia que a la Zurriola ficava els nens i se'ls emportava al mar. En alguns indrets es creia que venia amb una falç a tallar els caps dels nens.»
Una altra hipòtesi és que té relació amb el terme basc oles que s'acostuma a utilitzar a les cançons de ronda on es demanen aportacions econòmiques o en espècies destinades, normalment, a la celebració d'un berenar o sopar posterior, o a la petició d'almoines per a una bona causa. Uns altres investigadors indiquen que el nucli Olen prové d'una modificació de la paraula francesa nöel, Nadal. També, al segle xvi se celebrava amb regals al solstici d'hivern l'«Onentzaro», l'«època dels bons» o «bona època».

## El personatge
L'Olentzero és un carboner que es representa com un home gruixut, tacat de carbó, de gran gust pel menjar i el beure. El Padre Donostia el descriu com un «capgrós sense intel·ligència» (buruhandia, entendimendu gabea) o «porc panxerut» (urde tripaundia). La seva singular característica és que viu aïllat de la societat dedicat a fabricar carbó vegetal al bosc i li agrada molt menjar i beure bé i cada hivern baixa de les muntanyes als pobles.
A la localitat navarresa de Betelu es deia antigament que tenia 365 ulls, característica que l'agermanaria en certa manera amb l'home dels nassos.

## El simbolisme
La hipòtesi més estesa és que l'origen de l'Olentzero és anterior a la cristianització del País Basc i que, com indica Claude Labat «el personatge de l'Olentzero ha de ser ser ubicat dins les celebracions del solstici d'hivern».
Hi ha constància de l'existència al territori basc de la commemoració del solstici d'hivern i el renaixement de la natura i del sol. En aquesta línia, l'aspecte estrafolari, deixat i vell del personatge simbolitzaria el tempos passat i cremar-lo, manera habitual en la qual acabava la rua de la nit de Nadal, representa la destrucció de tota la relació amb el «temps vell» i l'arribada d'un temps nou. El pas d'un temps que mor a un de nou i ple de vida, en paraules de J.M. Satrústegui, «suposa deixar el camí lliure a l'any que arriba». Aquesta hipòtesi està relacionada amb costums locals similars. A Àlava, Navarra, la Rioja i la comarca burgalesa de La Bureba el dia anterior de la nit de Nadal surt un home que té «tants ulls» com dies té l'any i el dia de Cap d'any «tants nassos» com dies té l'any, que és la mateixa tradició que a Catalunya es coneix com l'home dels nassos. A Larraun denominen l'Olentzaro «l'home dels 366 ulls». El cristianisme va adaptar els costums locals anteriors a les seves noves creences. El personatge de l'Olentzero s'hauria convertit en l'anunciador de la notícia del naixement de Jesús (com també van fer els gentils, que coincideixen amb l'Olentzero en el tipus de vida aïllat). Se li dona així al personatge d'un significat cristià coincident amb els ensenyaments de l'església catòlica. La comparació amb el Pare Noel va ser inevitable.

## L'evolució
Des de la representació del "temps vell" fins a l'actual encarnació del bon home que porte regals als nens s'ha produït una evolució molt profunda. La major part de la qual s'ha realitzat a l'última part del segle xx. El personatge de llegendes relacionades amb el sincretisme entre la mitologia basca i les tradicions cristianes locals: un gegant o gentil que es converteix al cristianisme, dona pas a les versions més modernes d'un carboner que vivia a la muntanya i a qui no li agradaven els nens. Quan baixava al poble a vendre carbó els nens s'amagaven d'ell. Al segle xx la figura de l'Olentzero va incorporar elements de les tradicions del Pare Noel i dels Reis Mag, convertint-se en un personatge que el dia de Nadal porta regals als nens.
La seva història s'ha enriquit amb relats i iconografia contemporània. Unes versions incideixen més en els aspectes cristians de la seva història; unes altres eliminen els aspectes religiosos, però en conserven els màgics, i d'altres suprimeixen tots els aspectes sobrenaturals de la història, de manera que put ser acceptat per altres religions i fins i tot per ateus. Hi ha versions que el converteixen en un ambaixador de la bona voluntat i espiritualitat, mentres que la publicitat comercial incideix en l'aspecte dels regals materials. A més, alguns grups incideixen en els aspectes del nacionalisme basc, la nacionalitat i la cultura basca de la tradició, mentres que d'altres els eviten. La versió tradicional acostuma a presentar-lo brut, i fumant una pipa, encara que moltes vegades, especialment als comerços, es creen ninots de l'Olentzero nets i sense tabac. Hi ha qui el considera una figura burlesca, i d'altres venerable. Així la cançó tradicional de l'Olentzero, que en moltes versions el descriu com a entendimendu gabea ("sense enteniment"), en altres versions el proclama entendimentuz jantzia ("(re)vestit d'enteniment").

## Música
La cançó tradicional de l'Olentzero va ser versionada pel grup de punk-rock Zarama. El cantautor Gontzal Mendibil va dedicar tot el seu disc Olentzaro de 1993 a aquesta tradició.

### Cançó tradicional

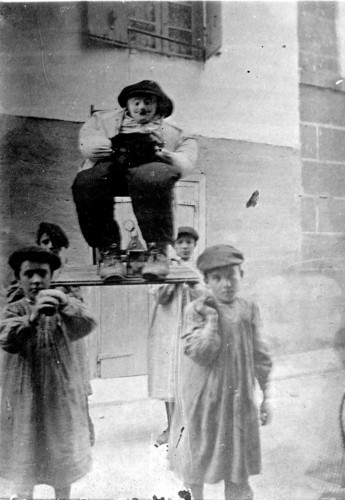
Nens amb l'Olentzero a Oiartzun a mitjan

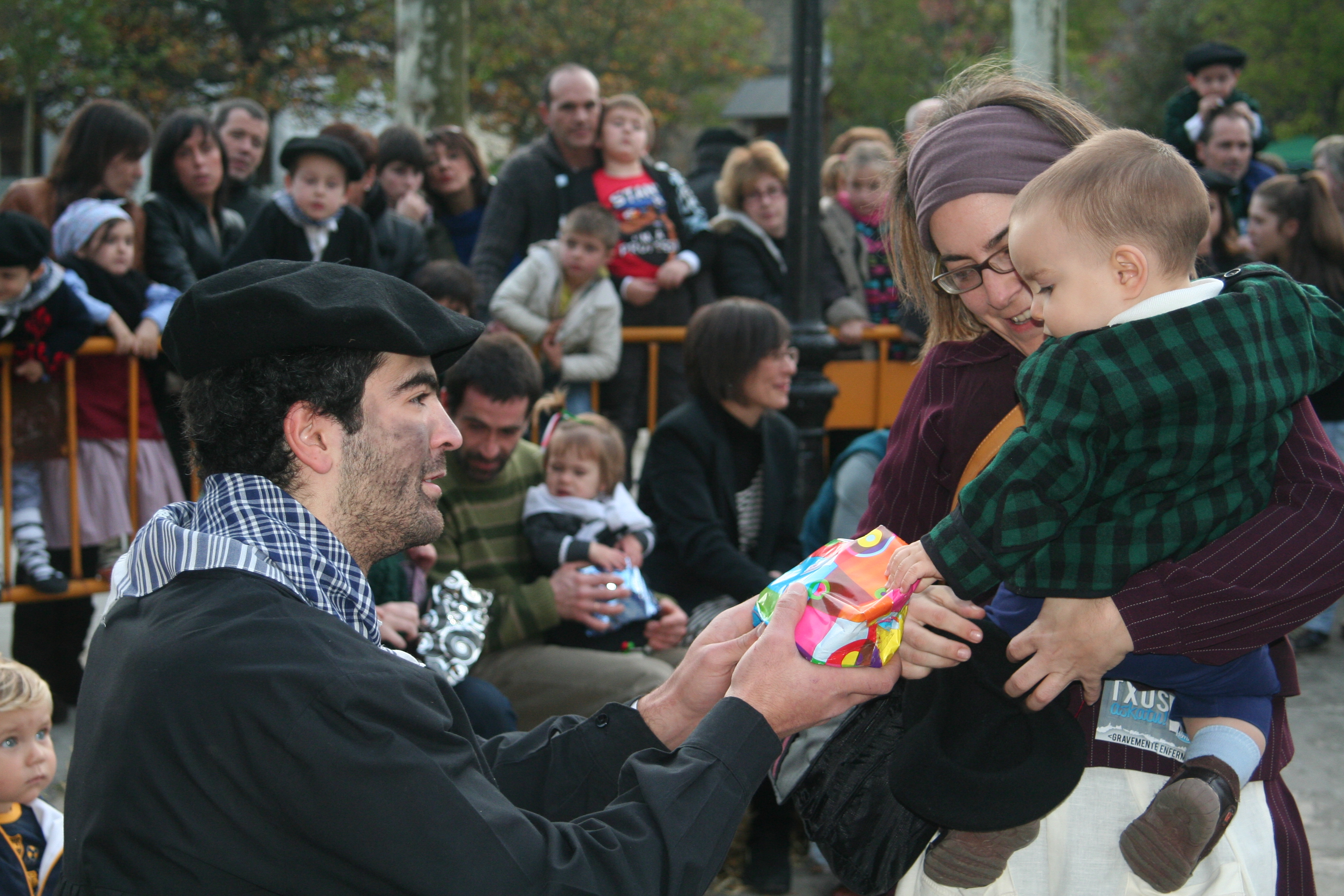
L'Olentzero donant regals als nens a Aiaraldea el 2012

### Cançó tradicional[6]
| « | (basc) Olentzero joan zaigu mendira lanera intentzioarekin ikatz egitera. Aditu duanian, negua heldu dala Jesus jaio dala lasterka etorri da, berri ematera. Horra horra, gure olentzero! pipa hortzetan duela, eserita dago. Kapoiak ere baditu, arraultzatxuekin, bihar meriendatzeko botila ardoakin. (bis) Olentzero, Buru handia, entendimentuz jantzia. Bart arratsean edan omen du, hamar arroko zahagia. hau urde tripa haundia! TRALARARA TRALARARA... (bis) | (català) L'olentzero se'ns n'ha anat a treballar a la muntanya amb la intenció de fer carbó. En assabentar-se que ha arribat l'hivern, i que ha nascut el nen Jesús, ha vingut tot corrent a donar la notícia. Vet aquí, vet aquí el nostre Olentzero! Amb la pipa entre les dents està assegut. També té pollastres i ous, per a berenar demà amb una ampolla de vi. (bis) Olentzero, capgròs, tot vestit d'enteniment. Ahir a la nit segurament va beure una bóta de deu arroves (de vi) Ai quin porc panxut! TRALARARA TRALARARA... (bis) | » |

## Costums i ninots

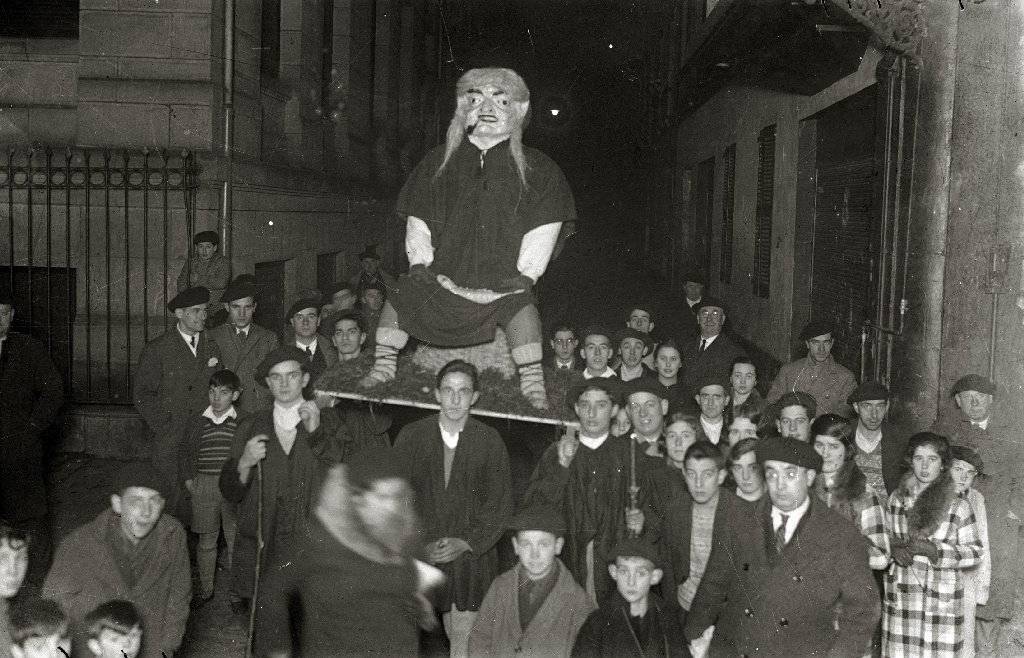
Comitiva amb l'Olentzero a Donostia durant el Nadal de 1931

Una de les funcions actuals de l'Olentzero és molt semblant a la dels Reis Mags o el Pare Noel: els nens escriuen cartes a l'Olentzero demanant-li regals, les donen als seus pares, i alguns d'aquests regals apareixen a casa al matí del dia de Nadal. Al País Basc i Navarra la majoria de municipis celebren una desfilada d'Olentzero la vigília de Nadal, uns altres celebren una desfilada de Reis la tarda del 5 de gener, i n'hi ha d'altres que les celebren totes dues. Com a excepció, a Ermua (Biscaïa) la desfilada de recepció de l'Olentzero es realitza el 31 de desembre, tot i que la desfilada de Reis s'efectua en la data habitual. En aquestes desfilades l'Olentzero pot aparèixer representat per un ninot o per una persona vestida de carboner.
És costum que grups de veïns passegin un ninot caracteritzat d'Olentzero (amb la cara tacada de carbó, roba tradicional, txapela, pipa, un sac amb regals, amb vestits típics del País Basc) pels carrers a la nit de Nadal, cantant i demanant diners per a algun col·lectiu humanitari, social o per a les seves pròpies activitats de lleure. Com a comiat d'aquest personatge, en ocasions especials és comú incinerar el ninot en finalitzar la passejada, bé el mateix vespre de Nadal, bé després de Nadal. La imatge de l'Olentzero és un element característic i freqüent a la decoració nadalenca d'establiments i mobiliari urbà al País Basc i nord de Navarra.

### El robatori de l'Olentzero d'Areso
A Areso (Navarra) tradicionalment es deixava l'Olentzero durant la nit de Nadal a la plaça del poble. Durant els anys 2003, 2004 i 2005 el ninot va desaparèixer, i es va trobar dies després esquinçat. En 2005 els veïns van descobrir que eren agents de la Guàrdia Civil els qui ho feien, i posteriorment van ser expedientats dos agents de l'esmentat cos militar. El fet va tenir repercussió estatal.

## Mari Domingi

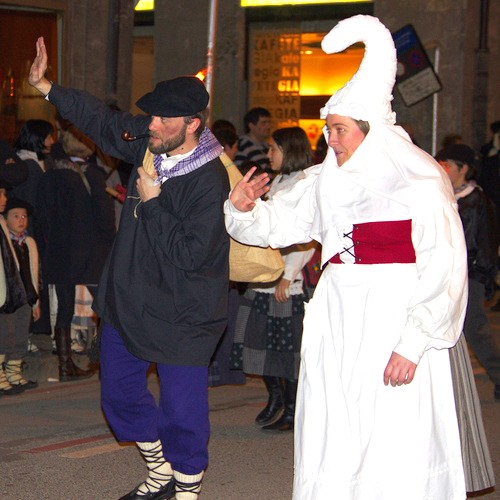
Mari Domingi amb Olentzero. Tolosa, 2012.

Mari Domingi és un personatge tradicional de la mitologia basca. Des de la dècada de 1990, acompanya l'Olentzero en diversos actes durant l'època de Nadal. A més, el dia 24 de desembre a la nit, al costat de l'Olentzero, reparteix regals per tot Euskal Herria.